# Training Season
Training Season è un singolo della cantante britannico-albanese Dua Lipa, pubblicato il 16 febbraio 2024 come secondo estratto dal terzo album in studio Radical Optimism.
È stato candidato come canzone dell'anno ai BRIT Awards 2025.

## Antefatti e descrizione
Dua Lipa ha annunciato il titolo del brano e la sua data di pubblicazione attraverso la pubblicazione della copertina ufficiale sulla rete sociale il 25 gennaio 2024. Nei giorni precedenti la cantante aveva cominciato ad anticipare il progetto, divulgando rispettivamente un'anteprima strumentale della canzone su WhatsApp e una del videoclip su TikTok.
Derivante dall'esperienza avuta da appuntamenti e flirt deludenti, nel testo vengono esposti i pretendenti poco convincenti avuti dalla cantante. Lipa ha anche spiegato il duplice significato del testo, affermando che da un lato si tratta di informare gli uomini che non li avrebbe più istruiti sul modo in cui prendersi cura di lei e dall'altro esplora il tema della sua crescita personale.

## Video musicale
Il video musicale, diretto da Vincent Haycock, è stato reso disponibile in contemporanea con l'uscita del singolo attraverso il canale YouTube della cantante.

## Tracce
Testi e musiche di Dua Lipa, Caroline Ailin, Danny L Harle, Tobias Jesso Jr. e Kevin Parker.
1. Training Season – 3:29
2. Training Season (Extended) – 4:55
3. Training Season (Instrumetal) – 3:29
4. Training Season (Acapella) – 3:34

## Formazione
- Dua Lipa – voce
- Kevin Parker – produzione, ingegneria del suono, cori, batteria, chitarra, basso, tastiere, percussioni, programmazione, effetti sonori
- Danny L Harle – produzione aggiuntiva, programmazione
- Caroline Ailin – produzione vocale, cori
- Tobias Jesso Jr. – cori
- Cameron Gower-Poole – produzione vocale, ingegneria del suono
- Josh Gudwin – missaggio
- Chris Gehringer – mastering
- Jan Brzeziński – assistenza all'ingegneria del suono
- Josh Kay – assistenza all'ingegneria del suono
- Daniela Sicilia – assistenza all'ingegneria del suono

## Classifiche

### Classifiche settimanali
| Classifica (2024)   | Posizione massima |
| ------------------- | ----------------- |
| Argentina           | 52                |
| Australia           | 12                |
| Austria             | 23                |
| Belgio (Fiandre)    | 7                 |
| Belgio (Vallonia)   | 19                |
| Bielorussia         | 6                 |
| Brasile             | 61                |
| Bulgaria            | 3                 |
| Canada              | 11                |
| Danimarca           | 21                |
| Emirati Arabi Uniti | 12                |
| Estonia             | 4                 |
| Finlandia           | 40                |
| Francia             | 45                |
| Germania            | 25                |
| Irlanda             | 6                 |
| Islanda             | 23                |
| Italia              | 51                |
| Kazakistan          | 6                 |
| Libano              | 4                 |
| Lituania            | 12                |
| Lussemburgo         | 10                |
| Medio Oriente       | 11                |
| Moldavia            | 31                |
| Norvegia            | 14                |
| Nuova Zelanda       | 10                |
| Paesi Bassi         | 20                |
| Panama              | 87                |
| Polonia             | 19                |
| Portogallo          | 21                |
| Regno Unito         | 4                 |
| Russia              | 2                 |
| Slovacchia          | 12                |
| Spagna              | 32                |
| Stati Uniti         | 27                |
| Svezia              | 15                |
| Svizzera            | 15                |
| Ucraina             | 40                |
| Ungheria            | 21                |

### Classifiche di fine anno
| Classifica (2024) | Posizione |
| ----------------- | --------- |
| Bielorussia       | 43        |
| Canada            | 65        |
| Estonia           | 18        |
| Francia           | 40        |
| Islanda           | 60        |
| Kazakistan        | 88        |
| Paesi Bassi       | 59        |
| Portogallo        | 119       |
| Regno Unito       | 55        |
| Russia            | 49        |